# Mauzens-et-Miremont
Mauzens-et-Miremont is een gemeente in het Franse departement Dordogne (regio Nouvelle-Aquitaine) en telt 328 inwoners (2005). De plaats maakt deel uit van het arrondissement Sarlat-la-Canéda.

## Geografie
De oppervlakte van Mauzens-et-Miremont bedraagt 20,1 km², de bevolkingsdichtheid is 16,3 inwoners per km².

## Verkeer en vervoer
In de gemeente ligt spoorwegstation Mauzens-Miremont.
De onderstaande kaart toont de ligging van Mauzens-et-Miremont met de belangrijkste infrastructuur en aangrenzende gemeenten.

## Demografie
Onderstaande figuur toont het verloop van het inwonertal (bron: INSEE-tellingen).